# Rolla (Missouri)
Rolla település az Amerikai Egyesült Államok Missouri államában, Phelps megyében, melynek megyeszékhelye is. Lakosainak száma 19 943 fő (2020. április 1.).

## Népesség
A település népességének változása:

| 2010 | 19 559 |
| 2020 | 19 943 |